# Llista de màquines que funcionen amb CP/M
Diversos models de microordinadors poden funcionar amb alguna versió o derivació del sistema operatiu de disc CP/M. Els ordinadors de vuit bits que funcionaven amb el CP/M 80 es van construir al voltant d'un Intel 8080/8085, Zilog Z80, o una CPU compatible (per a CP/M-80). El CP/M 86 funcionava amb un Intel 8086 i 8088. Alguns equips eren adequats de fàbrica per al CP/M. Altres necessitaven modificacions de maquinari, com una expansió o modificació de la memòria, nova arrencada de memòria ROMs, o l'addició d'una unitat de disquet. Alguns microordinadors famosos que utilitzaven processadors no compatibles amb el CP/M havien d'afegir el Z80 o processadors compatibles, per permetre el seu ús, com també la substitució del teclat mantenint la base de la màquina, els perifèrics i, de vegades la pantalla de vídeo i la memòria.
A continuació hi ha una llista alfabètica d'alguns dels equips que executen el CP/M.

## A
- Ai Electronics ABC-24 / ABC-26 (Japó, executant el Dosket, CP/M & M/PM)
- Action Computer Enterprises ACE-1000
- Action Computer Enterprises Discovery D-500 (CP/M-80 en cada un fins a 4 processadors d'usuari, DPC/OS en el processador de servei)
- Action Computer Enterprises Discovery D-1600 (CP/M-80 en cada un fins a 15 processadors d'usuari, DPC/OS en el processador de servei)
- Actrix Computer Corp. Actrix (Access Matrix)
- Advanced Digital Corporation Super Six
- Allen Bradley Advisor - Interfície d'usuari gràfica de controlador programable industrial (només en el mode desenvolupament), fl. ca. 1985
- Alphatronic P2, P3 (disc dur de 5 MB)
- MITS Altair 8800
- Altos 580
- Amada Aries 222/245 CNC turret punch press
- Amstrad CPC 464 (interfície d'unitat de disc w/DDI-1), 664, 6128, 6128Plus
- Amstrad PCW 8256/8512/9512/9256/10
- Amust Executive 816
- Apple II (amb Microsoft Z-80 SoftCard o PCPI AppliCard; en alguns clons es va muntar en la placa base el SoftCard equivalent)
- Applied Technology MicroBee (models de més de 56KB de RAM)
- Aster CT-80
- Atari 800 i XL/XE (amb mòdul d'unitats de disc ATR8000, LDW Super 2000, CA-2001 o Indus GT ampliades a 64k)
- Atari ST
- AT&T 6300 with CPU 3 upgrade
- AT&T 6300 PLUS

## B
- BBC Micro (amb mòdul Z80 extern)
- Beehive Topper II
- Bigboard
- BMC IF800
- Bondwell 12, 14
- Sèrie BT Merlin M4000 basat en Logica Kennett (Concurrent CP/M-86)

## C
- Camputers Lynx (models de 96k/128k)
- Casio FP1000 FL
- CASU Super-C - Z80 basat amb un la ranura 21 de bus S100 (Amb possibilitat de xarxa amb el MP/M) - fabricat al Regne Unit
- CASU Mini-C - Z80 basat amb un la ranura 7 de bus S100 i dos unitats de floppy de 8" (Amb possibilitat de xarxa amb el MP/M) - fabricat al Regne Unit
- Challenger III - Ohio Scientific OSI-CP/M
- CIP04 - Ordinador romanès
- CoBra - Ordinador romanès
- Coleco Adam (amb un paquet de dades digital del CP/M)
- Comart Communicator (CP/M-80), C-Frame, K-Frame, Workstation i Quad (Concurrent CP/M-86)
- Commodore 64 (amb un pobre cartutx de Z80)
- Commodore 128 (amb un Z80 en la placa amb el seu 8502, funcionava amb el CP/M+ amb la paginació de memòria compatible)
- Compaq Portable - estava disponible amb CP/M com una opció instal·lada de fàbrica.
- Compis
- Compupro
- Cromemco
- Cub-Z - Ordinador romanès

## D
- Datamax UV-1R
- Data Soft PCS 80 i VDP 80 (França, 1977)
- Data Technology Industries "Associate" (EUA, 1982)
- DEC Rainbow-100/100+ (podia funcionar tant el CP/M com el CP/M-86)
- DEC VT180 (o també Personal Computing Option, o 'Robin')
- Digital Group DG1

## E
- Epson PX-4, PX-8 (Geneva), QX-10, QX-16
- Exidy Sorcerer
- Eagle Computer Eagle I, II, III, IV, V
- ELWRO 800 Junior Clon polonès del Sinclair ZX spectrum -- funcionant amb el CP/J, un derivat del CP/M amb capacitats de xarxes simples
- Enterprise 128 (amb ampliacions de EXDOS/IS-DOS)
- Epic Episode

## F
- Ferguson Big Board
- FK-1 - Microordinador txec
- Franklin ACE 1000 (amb el Microsoft Z-80 SoftCard)
- Fujitsu Micro 7 (amb el cartutx de Z-80)

## G
- General Processor GPS5 (Itàlia, funcionant amb el CP/M 86 - Concurrent CP/M 86)
- General Processor Model T (Itàlia, 1980 funcionant amb el CP/M 80)
- Grundy NewBrain
- Genie II, IIs, III, IIIs
- Goupil G3
- G.Z.E. UNIMOR Bosman 8 (Polònia, 1987 funcionant amb el CPM/R, compatible amb el CP/M 2.2)
- Gemini 801 and Gemini Galaxy (UK, 1981-1983 funcionant amb el CP/M 2.2 i MP/M)

## H
- HBN Computer (Le) Guépard
- HC-88
- HC-2000 Arxivat 2010-11-21 a Wayback Machine.
- Heath/Zenith H90 i Heathkit H89/Zenith Z-89
- Hewlett-Packard HP-85 / HP-87 (amb l'addició del mòdul CP/M contenint el Z80)
- Hewlett-Packard HP-125 i HP-120, un Z80 cadascun pel CP/M i el terminal HP inherent
- Hobbit
- Holborn 6100
- Holborn 9100 (Països Baixos, 1981)
- Husky Computers Ltd Hunter (1 i 2, 16), Hawk

## I
- Ibex 7150 i altres models
- ICL PC Quattro
- IBM PC (només el CP/M-86)
- IMSAI 8080
- IMSAI VDP-80 (8085 3MHz)
- Intel MDS-80
- Intertec Superbrain
- Iotec
- Iskra Delta Partner
- ITT 3030
- Ivel Ultra

## J
- JET-80 (de Suècia)
- Juku E5101–E5104 anava amb una adaptació del CP/M anomenada EKDOS

## K
- Kaypro
- KC 85/2-4
- Korvet (Корвет) — Ordinador soviètic

## L
- Labtam
- LNW-80
- LOBO Max-80
- Logica VTS Kennet (Concurrent CP/M-86)
- LOS 25 (disc dur de 10 MB)
- Luxor ABC 802, ABC 806 (Suècia, 1981)

## M
- MCP (128K, Z80, Bus S-100)
- Megatel Quark
- Memotech MTX
- Microbee
- Micro Craft Dimension 68000
- Micromation M/System, Mariner i MiSystem
- Micromint SB180 (CPU Hitachi HD64180)
- Morrow Designs (MD2, MD3, MD11)
- MSX (algunes màquines MSX estàndard executen el derivat de CP/M, MSX-DOS)
- Mycron 3

## N
- N8VEM
- N8VEM ZetaSBC
- Nabu Network PC
- Nascom 1, 2
- NCR Decision mate V
- NEC APC
- NEC PC-8001 MK2
- NEC PC-8801
- Nelma Persona
- NorthStar Advantage (ordinador tot en un)
- NorthStar Horizon (S-100)
- Nokia MikroMikko 1
- NYLAC Computers NYLAC (S-10

## O
- OKI IF-800 (Z80 5MHz) Segon Z80 en el controlador de vídeo
- Olivetti ETV300
- Olivetti M20 (CP/M-8000)
- Osborne 1
- Osborne Executive
- Osborne Vixen
- Otrona Attaché
- Otrona Attaché 8:16

## P
- P112
- Philips P2000T
- Philips 3003/3004
- Piccolo[1]
- Piccoline[2]
- Pied Piper[3]
- Polymorphic Systems 8813
- Processor Technology Sol-20 (opcional)

## Q
- Quasar Data Products QDP-300

## R
- RAIR "Black Box" (també funcionava amb el MP/M)
- Research Machines 380Z i LINK 480Z
- Rex Computer Company REX 1
- Robotron A 5120
- Robotron KC 85/1 i KC 87
- Robotron PC 1715
- Royal Business Machines 7000 "Friday"

## S
- SAGE II / IV CP/M-68K
- SAM Coupé - (Pro-Dos = CP/M 2.2)
- Samsung SPC-1000
- Famílies MBC de Sanyo (p.e. MBC-1150)
- SBS 8000
- Scandis
- Seequa Chameleon
- Sèrie Sharp MZ
- Sèrie Sharp X1
- Sirius 1 (venuts als EUA com el Victor 9000)
- Software Publisher's ATR8000
- Sony SMC-70
- Sord CP/Mcom una opció per als models de 8 bits, CP/M-68K estàndard per a la M68/M68MX
- Spectravideo SV-318/328
- Sèrie Stride 400 CP/M-68K va ser un de molts sistemes operatius en aquests
- ZX Spectrum +3 (muntat per Amstrad)

## T
- Tandy TRS-80 Model II, Model 4, Model 4P
- Technical Design Labs (TDL) XITAN
- TeleData (Z80 Laptop)
- Telenova Compis (CP/M-86)
- Teleputer III
- Televideo TS-80x Series
- Texas Instruments TI-99/4A (amb la targeta de CP/M MorningStar o la targeta CP/M Foundation)
- TIM-011
- TIM-S Plus
- Timex FDD3000 (en CPU Z-80) amb el ZX Spectrum com a terminal.
- Toshiba T100
- Toshiba T200
- Toshiba T200 C-5
- Toshiba T200 C-20
- Toshiba T250
- Triumph-Adler Royal AlphaTronic PC (el CPU va ser un clon Hitachi Z-80)
- Tycom Microframe

## U
- Unitron 8000, un equip de dos processadors construït a São Paulo a principis de 1980. El Unitron podria funcionar amb un clon d'Apple II (utilitzant un clon de processador 6502) o amb el CP/M (utilitzant el Z80).

## V
- Vector-06C (Intel 8080, gràfics de 16 colors, realitzat en l'URSS)
- Vector Graphic Vector Graphic Corporation Vector Model 1,2 (Internal Model),3, Model 4 (Z80 & 8088 CP/M, CP/M-86 & PCDOS), Model 10 (Multiusuari)
- Victor 9000 (venut com a Sirius 1 a Europa)
- Visual Technology (Lowell, Ma) Visual 1050, 1100 (no llançat)

## W
- WaveMate Bullet
- Welect 80.2 (França, 1982)

## X
- Xerox 820
- Xerox Sunrise 1800 / 1805

## Y
- Yodobashi Formula-1

## Z
- Zenith Data Systems Z-89 (o també Heathkit H89)
- Zenith Data Systems Z-100
- Zorba